# Ormosia curvicornis
Ormosia curvicornis là một loài ruồi trong họ Limoniidae. Chúng phân bố ở miền Tân bắc.